# برج‌های آبورا
برج‌های آبورا (انگلیسی: Ubora Towers) ساختمان اداری مسکونی ۵۸ طبقه مستقر در شهر دبی، امارات متحده عربی است، که در سال ۲۰۱۱ احداث گردید.